# Менутти, Америко
Аме́рико Луис Менутти (исп. Américo Luis Menutti ; 1 мая 1915, Буэнос-Айрес — неизвестно) — аргентинский футболист, нападающий.

## Карьера
Америко Менутти начал карьеру в клубе «Бока Хуниорс» в 1931 году, года, котором команда выиграла чемпионат страны. В 1934 году он перешёл в клуб «Платенсе» из Висенте-Лопес. В 1935 году он сыграл за клуб 8 игр. В 1937 году он выступал за «Платенсе», а затем за клуб «Архентино де Кильмес». В 1938 году Менутти уехал в Бразилию, став игроком «Сантоса». За клуб он забил в трёх матчах 2 гола: 3 ноября в ворота «Фламенго» и 6 ноября в ворота «Коринтианса». 18 ноября он провёл последний матч за «Сантос» против клуба «Ботафого» (3:2). Затем он играл за другой бразильский клуб, «Васко да Гама».
В 1941 году он уехал в Италию, воспользовавшись местным законодательством, позволявшим играть в клубах футболистами с итальянским происхождением. Он стал игроком клуба «Бари», выступавшем в серии B. В первом сезоне он провёл 21 матч и забил 7 голов, став третьим бомбардиром команды, чем помог клубу выйти в серию А. Там он сыграл 25 матчей и забил 4 гола, по другим данным — 27 матчей и 4 гола. В 1945 году он перешёл в клуб «Лечче» из серии С, где дебютировал 11 ноября в матче с «Бриндизи» (3:0). Всего за клуб он сыграл 12 встреч и забил 2 гола.
Завершив игровую карьеру, он стал тренером. Он работал с «Платенсе», «Спортиво» из Док-Суд и «Колоном».

## Достижения
- Чемпион Аргентины: 1931